# 布魯爾斯維爾 (印地安納州)
布魯爾斯維爾（英語：Brewersville）是位於美國印地安納州詹寧斯縣的一個非建制地區。該地的面積和人口皆未知。